# Egisholz

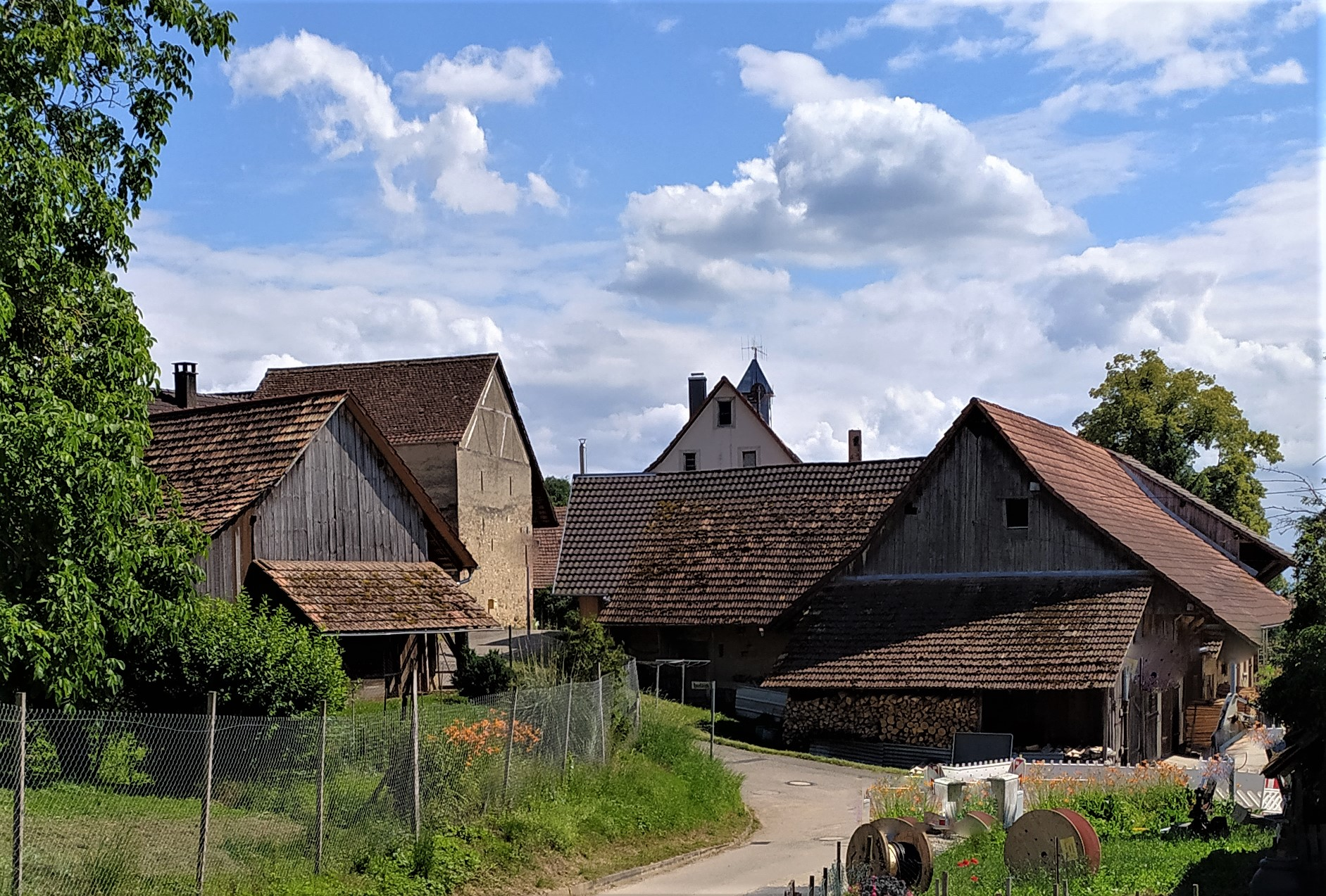
Egisholz

Egisholz ist ein Wohnplatz und Nebenort des Kanderner Ortsteils Wollbach im Landkreis Lörrach (Baden-Württemberg). Mit einer Einwohnerzahl von knapp 100 Personen ist Egisholz der kleinste Teilort Wollbachs. 

## Lage
Egisholz liegt rund drei Kilometer südlich von Kandern und rund zwei Kilometer nördlich von Wollbach.

## Geschichte
Egisholz wurde erstmals 1465 in einem Steuerzählungsbrief an den amtlichen Steuerzähler Friedrich Ernst aus St. Blasien als eine „kleine Ansammlung von Hütten“ genannt und später als „Aegisholz“ bekannt.
Mit der Eingliederung der Gemeinde Wollbach kam Egisholz am 1. März 1974 zur Stadt Kandern.

## Persönlichkeiten
- Konrad Winzer (* 1955), Bildhauer